# Quần áo may sẵn

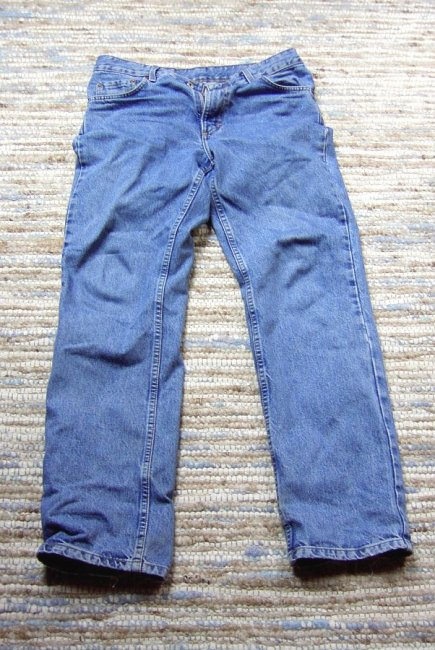
Quần jeans, một mặt hàng may sẵn phổ biến

Quần áo may sẵn là những quần áo được may theo những kích cỡ nhất định rồi bán trên thị trường. Chúng được vẽ mẫu và cắt may công nghiệp theo một số kích thước tiêu chuẩn định sẵn. Ngược lại với quần áo may sẵn là quần áo đặt may.
Hiện nay, thị trường quần áo trên thế giới chủ yếu là quần áo may sẵn, đặc biệt ở Tây Âu hoặc Mỹ, nơi quần áo đặt may thường là đồ xa xỉ. Tại Việt Nam, bên cạnh quần áo may sẵn, quần áo đặt may vẫn rất phổ biến bởi giá nhân công rẻ, có nhiều cửa hàng may đo bình dân.

## Lịch sử
Trong thời gian Thế chiến thứ nhất, Quân đội Hoa Kỳ có nhu cầu trang bị quần áo cho với giá cả thấp và thời gian nhanh nhất. Cộng với đặc điểm kích cỡ không đa dạng nên kỹ thuật may sẵn ra đời rồi được áp dụng vào công nghiệp may mặc. Tới Thế chiến thứ hai, cộng nghệ may sẵn chiếm tới một phần tư lượng quần áo được sản xuất. Số còn lại được may tại nhà hoặc đặt các thợ may.
Năm 1947, cụm từ "quần áo may sẵn" xuất hiện và năm 1950 được quảng bá bởi công ty Weil. Khái niệm "quần áo may sẵn" được dùng để chỉ những sản phẩm quần áo sản xuất hàng loạt và được in nhãn cho mỗi sản phẩm. Các nhãn được sử dụng rộng rãi và chỉ rõ đó là những sản phẩm may hàng loạt.
Năm 1958, Jacques Heim, chủ tịch hiệp hội may mặc đã lăng xê những sản phẩm may sẵn được thiết kế riêng. Vài năm sau đó, những nhà may đưa ra "quần áo may sẵn nữ giới" rồi tiếp tục đến "quần áo may sẵn công nghiệp" sử dụng những chất liệu rẻ hơn, kiểu dáng đơn giản hợp với nhiều người và do đó có giá thành thấp.
Hiện nay, bộ sưu tập thời trang may sẵn nữ giới được trình diễn trong Tuần lễ thời trang ở Milano, Paris và New York. Bộ sưu tập thời trang may sẵn công nghiệp được giới thiệu ở những trình diễn chuyên nghiệp.